# Branislav Hrnjiček
Branislav Hrnjiček (szerbül: Бpaниcлaв Xpњичeк; Belgrád, Szerb Királyság, 1908. június 5. – Belgrád, Jugoszlávia, 1964. július 2.) szerb labdarúgó-középpályás, edző.
A Jugoszláv királyság válogatottjának tagjaként részt vett az 1930-as világbajnokságon.